# 托利山
77°17′S 143°7′W / 77.283°S 143.117°W
托利山（英語：Mount Tolley）是南極洲的山峰，位於瑪麗伯德地，屬於福特山脈中阿拉格尼山脈的一部分，海拔高度1,030米，處於斯沃特利山以南3.7公里，在1939至1941年由美國探險隊發現。